# Gega Point
Der Gega Point (englisch; bulgarisch нос Гега nos Gega) ist eine Landspitze an der Westküste der Astrolabe-Insel in der Bransfieldstraße nordwestlich der Trinity-Halbinsel des Grahamlands auf der Antarktischen Halbinsel. Sie bildet 1,15 km nordwestlich des Sherrell Point und 3,35 km südöstlich des Raduil Point die Südostseite der Einfahrt zur Mokren Bight.
Die bulgarische Kommission für Antarktische Geographische Namen benannte sie 2009 nach der Ortschaft Gega im Südwesten Bulgariens.